# Robert Eugene Byrne
Robert Eugene Byrne (Nova Iorque, 20 de abril de 1928 – Ossining, 12 de abril de 2013) foi um proeminente enxadrista estadunidense,  Grande Mestre e autor sobre o enxadrismo. Foi campeão do campeonato nacional em 1972, participando do Torneio de Candidatos de 1974.  Byrne representou os Estados Unidos em 9  Olimpíadas de Xadrez entre 1952 e 1976, tendo ganhado 7 medalhas.  Ele também foi colunista de 1972 a 2006 no New York Times sobre xadrez.

## Livros
- Beginning Chess (1972)
- Both Sides of the Chessboard (1974) (com Iivo Nei)
- New York Times Book of Great Chess Victories & Defeats (1990) (Times) ISBN 0-8129-1884-3

## Jogos notáveis (em inglês)
- David Bronstein vs Robert Byrne, Helsinki Olympiad 1952, Queen's Gambit Accepted (D24), 0–1 Vitória muito impressionante sobre o finalista mundial de 1951.
- Robert Byrne vs Miroslav Filip, Mar del Plata 1961, King's Indian Defense, Fianchetto Variation (E60), 1–0 Byrne derrota um jogador que se tornou candidato no ano seguinte.
- Miguel Najdorf vs Robert Byrne, Buenos Aires 1964, King's Indian Defense, Classical / Petrosian Variation (E93), 0–1 Uma vitória chave do torneio onde Byrne conquistou seu título de GM.
- Bobby Fischer vs Robert Byrne, U.S. Championship, New York 1965–66, French Defense, Tarrasch / Guimard Variation (C03), 0–1 Byrne encontra uma possibilidade tática muito inteligente para derrubar o fenomenal Fischer.
- Robert Byrne vs Leonid Stein, Sarajevo 1967, Sicilian Defense, Accelerated Dragon Variation (B35), 1–0 Byrne derrota o campeão soviético Stein em uma de suas variações favoritas.
- Vladimir Savon vs Robert Byrne, Moscow 1971, King's Indian Attack (A07), 0–1 Outro campeão soviético tem que inclinar seu King diretamente em Moscou.
- Samuel Reshevsky vs Robert Byrne, U.S. Championship Playoff, Chicago 1973, King's Indian Defense, Classical Variation (E92), 0–1 Uma vitória crítica que ajudou a impulsionar Byrne para o Interzonal no final daquele ano. Reshevsky teve uma vitória clara antes de errar para permitir um sacrifício de rainha vencedor.
- Bent Larsen vs Robert Byrne, Leningrad Interzonal 1973, King's Indian Defense, Saemisch Variation (E80), 0–1 Byrne perturba um dos favoritos do torneio ao minar o centro estendido de Larsen.
- Robert Byrne vs Mark Taimanov, Leningrad Interzonal 1973, Sicilian Defense, Taimanov Variation (B46), 1–0 Byrne supera a defesa patenteada de Taimanov.
- Jan Timman vs Robert Byrne, Nice Olympiad 1974, Queen's Gambit Declined (D53), 0–1 Um dos mais fortes jovens Grandes Mestres aprende a respeitar o veterano Byrne.
- Robert Byrne vs Viktor Korchnoi, Moscow 1975, Pirc Defense, Austrian Attack (B09), 1–0 Forma de Korchnoi durante este período o levou a dois desafios no campeonato mundial nos próximos anos.
- Robert Byrne vs Vasily Smyslov, Biel Interzonal 1976, French Defense, Winawer / Positional Variation (C19), 1–0 Byrne consegue com uma linha que o próprio Smyslov tornou famosa na década de 1940.
- Robert Byrne vs Joel Benjamin, U.S. Championship, Berkeley 1984, Sicilian Defense, Classical Richter–Rauzer Variation (B60), 1–0 Benjamin negligencia seu desenvolvimento e segurança do Rei e paga o preço final.